# Zygia pithecolobioides
Zygia pithecolobioides är en ärtväxtart som först beskrevs av Carl Ernst Otto Kuntze, och fick sitt nu gällande namn av Rupert Charles Barneby och James Walter Grimes. Zygia pithecolobioides ingår i släktet Zygia och familjen ärtväxter. IUCN kategoriserar arten globalt som sårbar. Inga underarter finns listade i Catalogue of Life.